# 888poker
888poker ist ein Online-Pokerraum, der im Jahre 2002 gegründet wurde. Er ist eine Marke von 888 Holdings und seit 2013 nach PokerStars der zweitgrößte Anbieter von Onlinepoker weltweit.

## Geschichte
Der Pokeranbieter wurde ursprünglich im Jahre 2002 unter dem Namen Pacific Poker ins Leben gerufen und im späteren Verlauf in 888poker umbenannt. Ein Grund für den schnellen Erfolg des Anbieters war der Wechsel von Spielern des damals bekannten und etablierten 888casino, welches schon einige Jahre früher, 1997, eingeführt worden war, zu Pacific Poker.
Als der Kongress der Vereinigten Staaten im Jahre 2006 den Unlawful Internet Gambling Enforcement Act (UIGEA) verabschiedete und damit Online-Glücksspiel in den Vereinigten Staaten für illegal erklärte, war 888poker dazu gezwungen, seine Türen für alle amerikanischen Glücksspieler zu schließen.
888poker war der erste Anbieter von Onlinepoker, der Pokertische mit Webcam-Integration einführte, um seinen Mitgliedern mehr soziale Interaktionen mit anderen Spielern zu ermöglichen sowie das generelle Spielerlebnis zwischenmenschlicher zu gestalten.

## Markenbotschafter

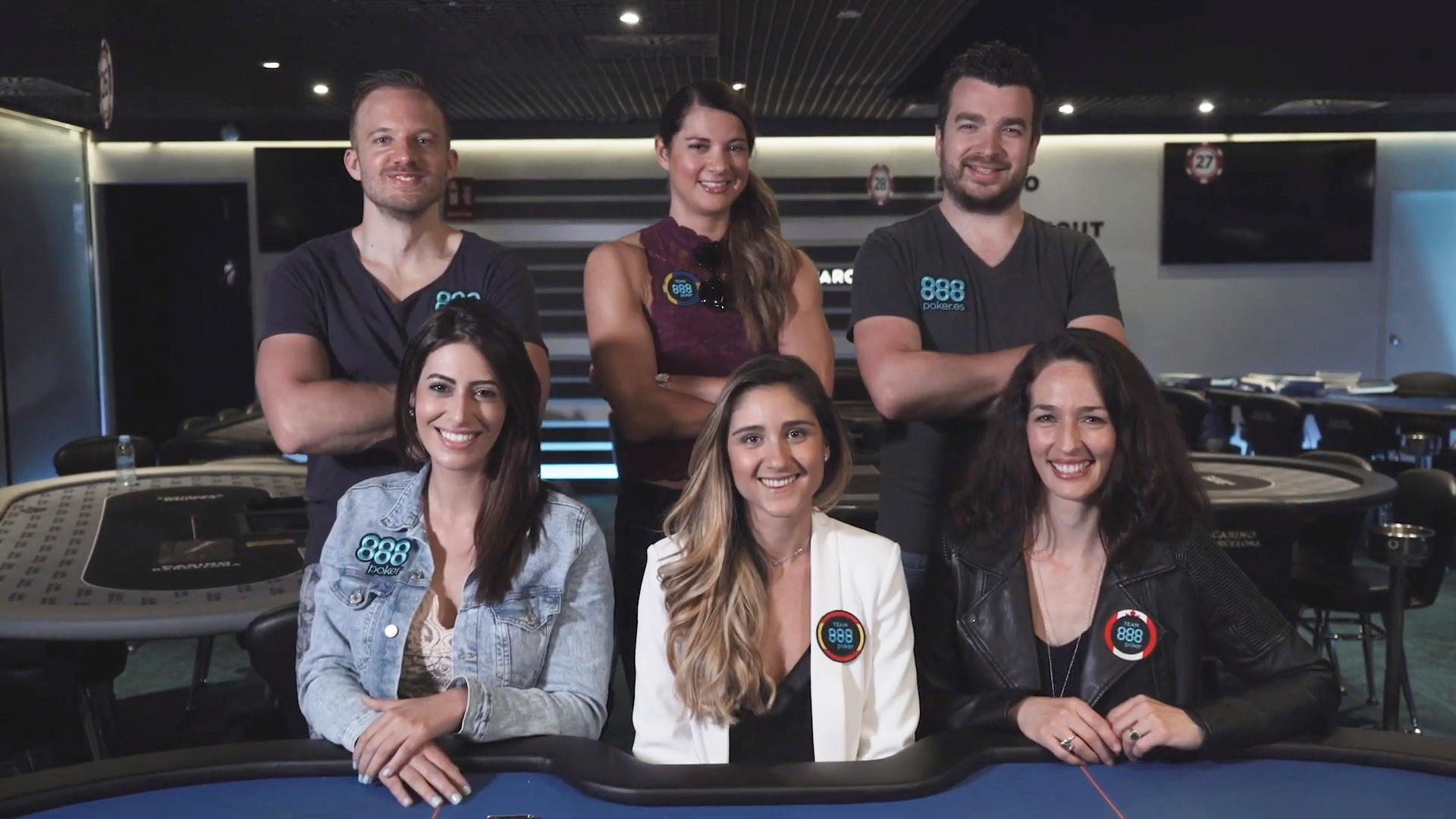
Martin Jacobson, Sofia Lövgren, Chris Moorman, Vivian Saliba, Ana Márquez und Kara Scott als Teil des Team 888poker (2019)

Als Markenbotschafter fungieren professionelle Pokerspieler. Aktuell besteht das Team 888poker aus Samantha Abernathy, Darja Feschtschenko, Dominik Nitsche, Vivian Saliba und Kara Scott. Der uruguayische Fußballprofi Luis Suárez unterzeichnete im Jahre 2014 einen Vertrag mit 888poker, die Partnerschaft wurde jedoch aufgrund der Ereignisse bei der Fußball-Weltmeisterschaft 2014 wieder aufgelöst.

## Auszeichnungen
| Auszeichnung                                                            | Jahr             |
| ----------------------------------------------------------------------- | ---------------- |
| Bester Digitaler Betreiber einer Gaming Plattform, Global Gaming Awards | 2016             |
| Bestes Gaming Produkt                                                   | 2012             |
| Plattform-Betreiber des Jahres, eGR operator awards                     | 2011, 2012, 2013 |
| Socially Responsible Operator of the Year                               | 2010             |

## Live-Pokerturniere

### 888live und XL Championships Series
888poker veranstaltet mehrmals im Jahr das 888Live-Event, eine Pokerturnierserie, die in mehreren Städten weltweit ausgetragen wird.
Darüber hinaus organisiert 888poker drei Onlineligen – XL Inferno, XL Eclipse und XL Blizzard – die im Kollektiv als die XL Championships Series bekannt sind.

### World Series of Poker
888poker ist seit 2014 der Hauptsponsor sowie exklusiver Ausrichter von Qualifikationsrunden zur World Series of Poker am Las Vegas Strip.

### Super High Roller Bowl
In den Jahren 2016 und 2017 war 888poker der Hauptsponsor des von Poker Central im Aria Resort & Casino am Las Vegas Strip ausgetragenen Super High Roller Bowl. Dieses Turnier war mit einem Buy-in von 300.000 US-Dollar im Jahr 2016 das zweitteuerste und 2017 das teuerste Pokerturnier weltweit.

### World Poker Tour
Im November 2017 gingen 888poker und die World Poker Tour eine Partnerschaft ein, die es ab sofort allen Spielern auf 888poker ermöglichte, sich direkt für das WPT DeepStacks in Berlin zu qualifizieren.